# Ectropoceros leucosphena
Ectropoceros leucosphena är en fjärilsart som beskrevs av Diakonoff 1955. Ectropoceros leucosphena ingår i släktet Ectropoceros och familjen äkta malar. Inga underarter finns listade i Catalogue of Life.